# Torrent de la Crosette
Le torrent de la Crosette ou torrent du Cerro est un torrent de France situé en Haute-Savoie, dans la vallée de Chamonix.

## Géographie
Il nait des eaux de fonte en rive droite du glacier des Bossons au niveau du plateau des Pyramides vers 1 700 mètres d'altitude et se jette dans le torrent de la Creuse à 1 010 mètres d'altitude après une course de 1,43 kilomètre.
Dans les années 2010, un lac proglaciaire se forme à sa source ; son important volume et les parois instables qui le retiennent constituent une menace d'inondation soudaine pour les populations et infrastructures en aval si bien que des travaux de vidange sont entrepris au cours de l'été 2023 par la création d'un chenal dans la glace détournant les eaux vers le torrent des Bossons,.

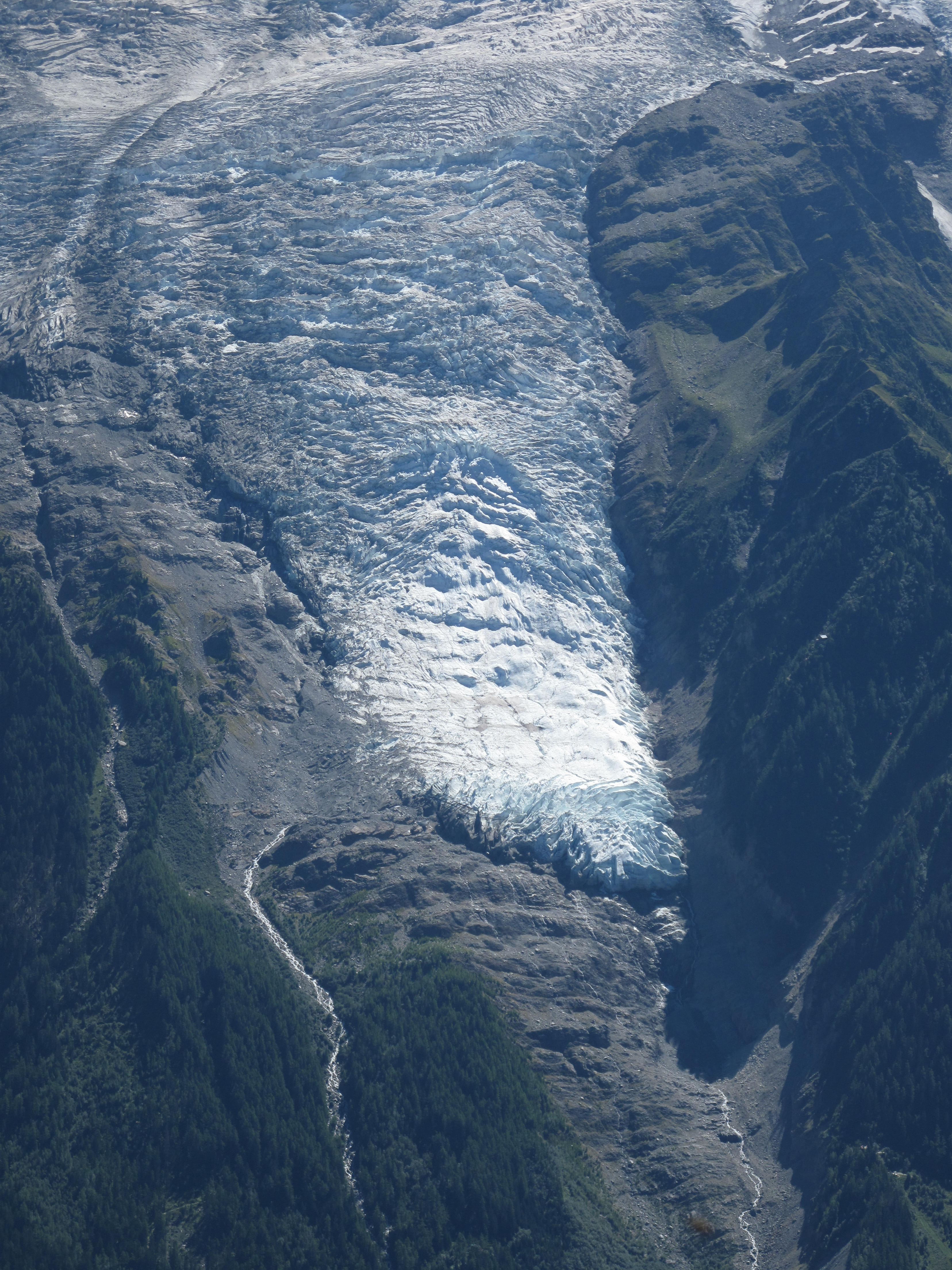
Vue depuis le Brévent au nord des torrents de la Creuse, de la Crosette et des Bossons (de gauche à droite) s'échappant du glacier des Bossons.

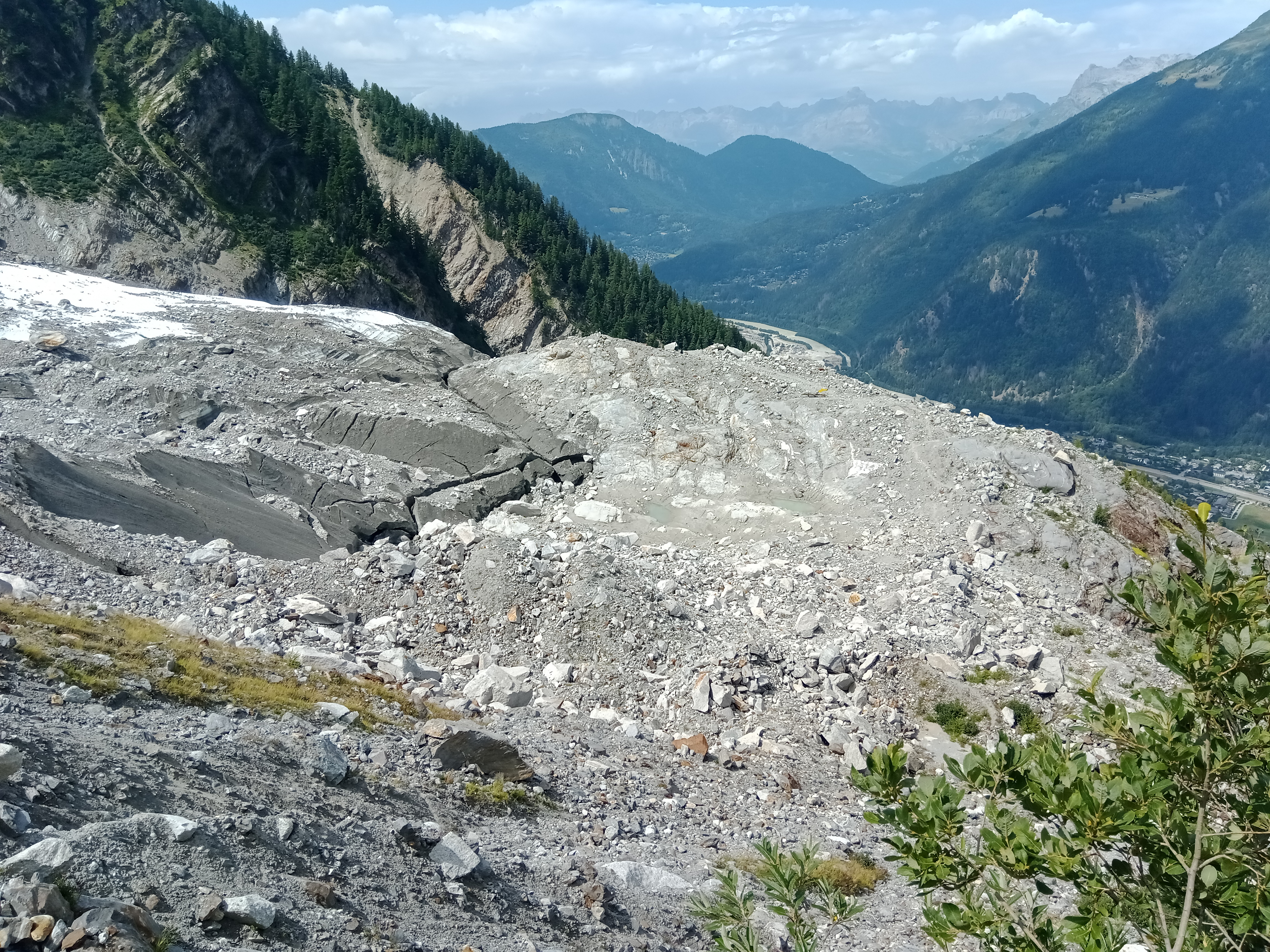
Vue depuis le belvédère du plateau des Pyramides au sud-est du lac proglaciaire du glacier des Bossons drainé au cours de l'été 2023 avec le lit du torrent asséché sur la droite.

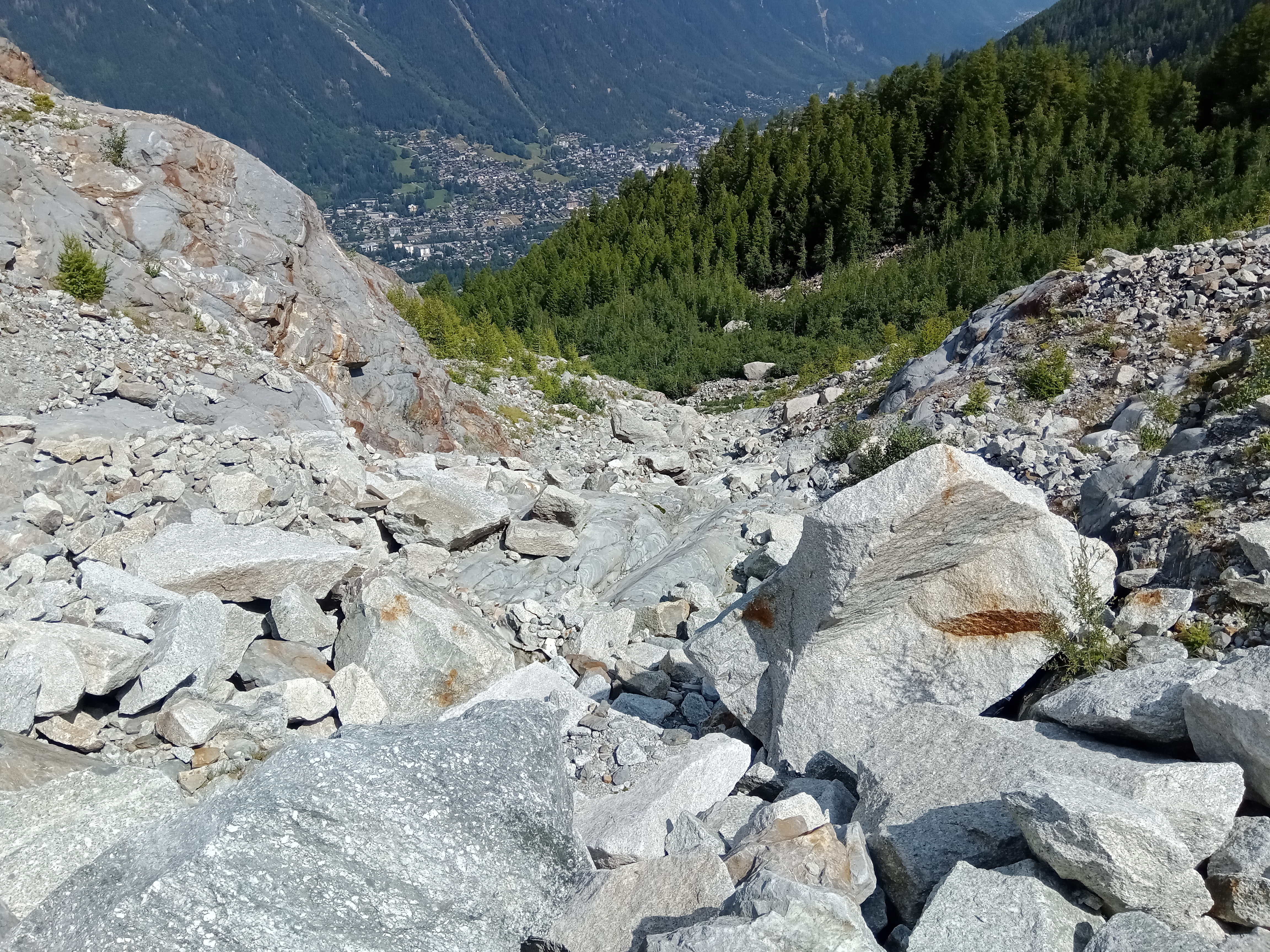
Vue en plongée de la source tarie du torrent après la vidange du lac proglaciaire du glacier des Bossons au cours de l'été 2023.